# Guoroni
Guoroni è un comune (corregimiento) della Repubblica di Panama situato nel distretto di Kankintú, comarca di Ngäbe-Buglé. Si estende su una superficie di 387,4 km² e conta una popolazione di 2.647 abitanti (censimento 2010).